# Nik Cochran
Nik Cochran (6 de maig de 1988, Vancouver, Canadà) és un jugador de bàsquet professional canadenc amb passaport britànic, que ja no es troba en actiu. Fa 1,91 metres i jugava en la posició de base.

## Carrera esportiva
Va jugar a l'equip de la Universitat de Davidson a la NCAA durant quatre temporades, amb una mitjana de més de 8 punts i 2 assistències per partit. L'estiu de 2013 va firmar un contracte per dues temporades amb el Club Joventut Badalona, tot i que només hi va jugar una temporada. A Badalona va fer una mitjana realment pobre, amb 4 punts i 1 assistència per partit. De Badalona se'n va anar a l'Orlandina de la lliga italiana, on va jugar fins al mes de febrer.